# Estación de Rebstein-Marbach
La estación de Rebstein-Marbach es la principal estación ferroviaria de la comuna suiza de Rebstein, en el Cantón de San Galo.

## Historia y ubicación
La estación de Rebstein-Marbach fue inaugurada en 1858 con la apertura del tramo Rheineck - Sargans de la línea férrea Rorschach - Sargans por parte del Vereinigte Schweizerbahnen (VSB). La compañía VSB pasaría a ser absorbida por los SBB-CFF-FFS en 1902.
La estación se encuentra ubicada en el borde sur del núcleo urbano de Rebstein. Cuenta con dos andenes, uno central y otro lateral a los que acceden tres vías pasantes, a las que hay que añadir una vía topera y una derivación a una industria.
En términos ferroviarios, la estación se sitúa en la línea Rorschach - Sargans. Sus dependencias ferroviarias colaterales son la estación de Heerbrugg hacia Rorschach y la estación de Altstätten en dirección Sargans.

## Servicios ferroviarios
Los servicios ferroviarios de esta estación están prestados por SBB-CFF-FFS:

### S-Bahn San Galo
En la estación efectúan parada los trenes de cercanías de una línea de la red S-Bahn San Galo.
- S 1 Wil – Gossau – San Galo – Rorschach - St. Margrethen – Altstätten